# Fosfotransferasa
Una fosfotransferasa es una enzima que cataliza reacciones de fosforilación. Pertenecen a la categoría EC 2.7.-.
La forma general de las reacciones que catalizan es la siguiente:
Donde P es un grupo fosfato y A y B son la molécula donante y aceptora, respectivamente.

## Clasificación de las fosfotransferasas
En general las fosfotransferasas se clasifican de acuerdo a la molécula aceptora.
- EC 2.7.1 Fosfotransferasas con un grupo  alcohol como aceptor.
- EC 2.7.2 Fosfotransferasas con un grupo carboxilo como aceptor.
- EC 2.7.3 Fosfotransferasas con un grupo nitrogenado como aceptor.
- EC 2.7.4 Fosfotransferasas con un grupo fosfato como aceptor.
- EC 2.7.9 Fosfotransferasas con una pareja de aceptores. En estas reacciones, un único nucleótido trifosfato transfiere dos fosfatos a dos diferentes moléculas aceptoras, dando como resultado un nucleótido monofosfato y dos productos fosforilados.

## Sistema fosfotransferasa
El sistema fosfotransferasa (PTS) es un sistema complejo de traslocación de grupo presente en muchas bacterias. El PTS transporta azúcares (tales como la glucosa, manosa y manitol) hacia el interior de la célula. El primer paso de esta reacción es la fosforilación del sustrato por medio de una fosfotransferasa durante el transporte. En el caso de la glucosa, el producto de esta fosforilación es glucosa 6-fosfato (G6P).
Debido a la carga negativa del fosfato, la G6P formada está imposibilitada de abandonar la célula. Esta es la primera reacción de la vía metabólica de la glucólisis que degrada  glucosa hasta piruvato.